# Chrysosoma molestum
Espèce
Chrysosoma molestum est une espèce d'insectes hémiptères de la famille des Dolichopodidae, décrite par Octave Parent en 1934.